# Ribes divaricatum
Ribes divaricatum là một loài thực vật có hoa trong họ Grossulariaceae. Loài này được Douglas miêu tả khoa học đầu tiên năm 1830.